# Vörösnyakú lúd

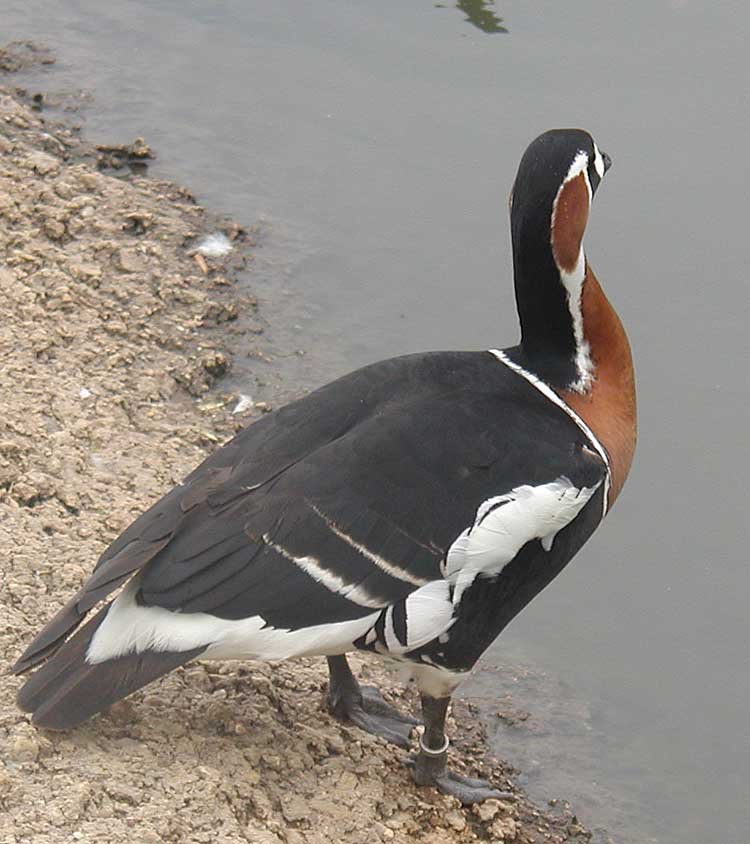
Vörösnyakú lúd (Branta ruficollis)

A vörösnyakú lúd (Branta ruficollis) a lúdalakúak (Anseriformes) rendjébe, ezen belül a récefélék (Anatidae) családjába tartozó, az örvös lúddal nagyon közeli rokonságban álló madárfaj.

## Elterjedése, élőhelye
Nyugat-Szibéria viszonylag kis területén költ, csaknem a teljes állomány a Kaszpi-tenger déli felének öbleiben, a Fekete-tengeren, Romániában és Bulgáriában telel. , Kisebb csoportok Iránban és az Eufrátesz mocsaraiban is előfordulnak. Korábban biztosan nagy számban telelt Egyiptomban is, mert a fáraók korából számos félreismerhetetlen vörösnyakú lúd ábrázolás ismert.  A csoporttól elszakadt példányok más lúdfajokkal Európába is eljuthatnak, például Angliába vagy más Nyugat-Európai országokba, de egyre gyakoribb vendégek a Kárpát-medencében.
Nyílt bokros területeken, valamint erdős tundrákon él.

## Megjelenése
Alig nagyobb egy tőkés récénél, teljes hossza 55 centiméter, tömege 1 és 1,5 kilogramm között mozog. Tarka tollazata miatt nem téveszthető össze más lúdfélével, de kis mérete miatt nehéz az örvös ludak között megtalálni, mivel nagy távolságból a vörös szín feketének látszik. 

## Életmódja
Erősen társas természetű. A madarak sűrű rajokban repülnek, és minden irányváltást egyszerre végeznek, erről már nagy távolságból is felismerhetők. 
A vörösnyakú lúd már februárban elhagyja téli szállásait, de csak júniusban érkezik meg költőterületeire, a tundrára. Ezután még 3 hónap áll rendelkezésére, hogy felnevelje utódait, és levesse régi tollait. Augusztus végén ismét felkerekedik, és novemberben újra megjelenik telelőterületein.
Fészkelőterületén majdnem kizárólag gyapjúsással táplálkozik. Telelőterületein sótűrő növényzetet és gabonát eszik.
|  |  |

## Szaporodása
A fészkek víz közelében, de száraz helyeken állnak, a tundrán és az erdős tundrán, néha egészen szabadon. A fészek fűvel és pihékkel van kibélelve. Gyakran fészkel közel a ragadozómadarakhoz, például a vándorsólyomhoz vagy egy gatyás ölyvhöz, mert azok távol tartják a sarki rókát és a hozzá hasonló ragadozókat. Általában 4–5 tojást rak, a kotlás 25 napig tart. Náluk is megjelenik a röpképelen időszak, kb. 1 hónapig tart.

## Védettsége
A BirdLife International sebezhetőnek nyilvánította a vörösnyakú ludat, mivel a populáció kb. 80%-a öt csoportba tömörül, és az élőhelyüket környező táplálkozási területek megváltoztak a földművelés miatt. Ez az egyik faj, amelyre vonatkozik a Megállapodás az afrikai-eurázsiai vándorló vízimadarak védelméről (AEWA).
Európában az Európai Állatkertek és Akváriumok Szövetsége felügyelete alá tartozó Európai Veszélyeztetett Fajok Programja (EEP) keretében tenyésztik a faj egyedeit.
|  |